# Geografia dello Zambia

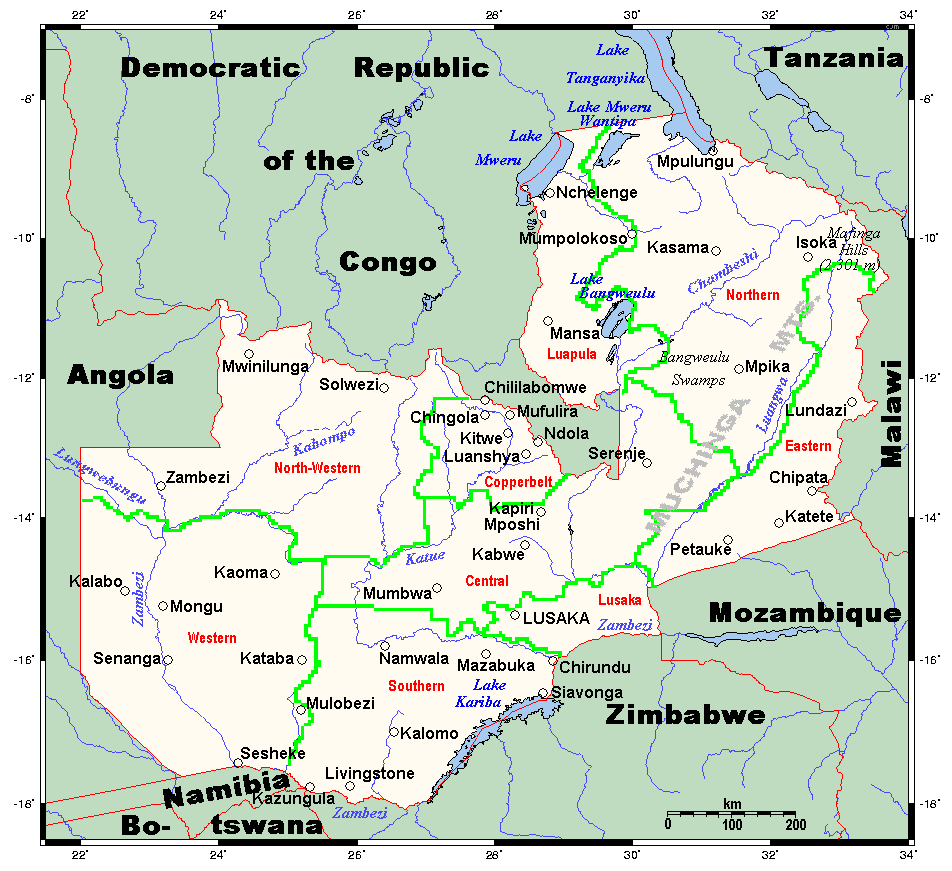
Mappa della Zambia

Lo Zambia ha una superficie di 752612 km², pari a circa due volte e un terzo quella dell'Italia, con una popolazione di 18913000 abitanti e una densità di 25,1 abitanti per km².
Situato interamente nella zona torrida, lo Stato di Zambia si spinge in latitudine circa dagli 8°15' ai 18° S ed in longitudine dai 22° ai 33°40' E. Il suo territorio non ha sbocchi al mare ed è compreso in buona parte nel bacino idrografico dell'alto e medio Zambesi. Confina a nord con la Repubblica Democratica del Congo e la Tanzania, ad est con il Malawi, a sud con il Mozambico, lo Zimbabwe e la Namibia e a ovest, infine, con l'Angola.

## Morfologia
La struttura geologica del territorio dello Zambia è, nelle sue linee generali, assai semplice. La formazione più importante è costituita da una massa cristallina di età precambriana alla quale in tempi successivi si sono addossati e sovrapposti terreni d'origine sedimentaria formatisi nel Precambriano superiore, nel Paleozoico e nel Mesozoico. Tale massa rocciosa viene designata da alcuni autori come «rhodesiana» e rappresenterebbe il termine di transizione tra le regioni geologiche del Congo e dell'Africa orientale da un lato, e quelle del Sudafrica dall'altro.
I limiti della massa «rhodesiana», per il Paese in esame, sono dati verso nord dalle diverse formazioni del Congo e dell'Africa orientale; ed est sono più nettamente delineati dalle fratture che inquadrano il lago Malawi e formano parte integrante della Rift Valley, verso sud, poi, sono marcati dalla presenza della valle dello Zambesi, che segna il confine meridionale del Paese. A ovest, invece, si rivelano molto più incerti e sfumano al di sotto delle sabbie del deserto del Kalahari. Nel complesso si può osservare come la massa «rhodesiana», entro i limiti anzidetti, sia simile ad un'ampia semicupola digradante lentamente tutt'intorno meno che ad est, dove s'interrompe bruscamente per la presenza della Rift Valley, e a sud, dove è limitata dal profondo solco del fiume Zambesi.
In generale, quindi, il territorio è costituito per lo più da rocce di origine antichissima le quali hanno subito per lungo tempo l'azione livellatrice dell'erosione meteorica in modo tale che vi dominano gli altopiani. Questi sono generalmente superiori ai 1000 m di altitudine e raggiungono le massime altezze nella catena dei monti Machinga, col monte Schitane di 2030 m. Relativamente depressi rispetto al resto della zona sono i bacini che racchiudono il lago Bangweulu (pur situato a 1140 m) ed il lago Moero o Mweru (931 m).

## Clima
Lo Zambia si trova interamente nella zona torrida, ma il suo clima è sensibilmente mitigato dall'altitudine, mentre la presenza di vaste depressioni e di catene montuose provoca una notevole varietà di clima da luogo a luogo.
Nel complesso le temperature sono leggermente più elevate e le piogge più abbondanti che nel vicino Zimbabwe: a Mbala (8°21' latitudine S e 1557 m s. m.) la temperatura media del mese più freddo è di 17,3 °C, quella del mese più caldo di 22,6 °C, la media annua risulta di 20 °C. A Mansa (11°12' latitudine S, 1167 m s. m.), i dati corrispondenti sono: 16,6 °C per luglio, 25 °C per novembre e 21,4 °C per l'intero anno; nella sezione più meridionale del Paese, a Livingstone (17°40' latitudine S e 914 m s. m.), si hanno 16 °C (media di luglio), 27,8 °C (ottobre) e 22,8 °C (media annua).
Le piogge sono generalmente abbondanti, e cadono in maggior quantità sui distretti orientali. Comincia a piovere in ottobre, e cessa totalmente in aprile. I valori medi annui relativi alle tre stazioni già considerate per la temperatura sono: Mbala 1116 mm, Mansa 1179 mm e Livingstone 759 mm.

## Idrografia
Il territorio dello Zambia è quasi interamente compreso nel bacino dello Zambesi. Quarto fiume d'Africa per lunghezza (2260 km), lo Zambesi ha un bacino idrografico di circa 1430000 km². La sua portata media si aggira intorno ai 20000-22000 m³ al secondo presso le cascate Vittoria ed ai 10000 m³/secondo in prossimità della foce classificandosi, a questo riguardo, al terzo posto tra i fiumi africani.
Nasce col nome di Liombey da alcune sorgenti che si trovano a circa 1100 m di altitudine a poca distanza dalla frontiera nord-occidentale del Paese, presso lo spartiacque del bacino congolese. Dopo un brevissimo percorso in direzione nord, volge verso ovest addentrandosi nell'Angola. All'uscita dal territorio angolano assume una direzione nord-sud, per poi piegare via via verso est formando un'ampia curva che lo porterà fino al Mozambico dopo aver costituito, col suo arco, per un lungo tratto, il confine dello Zambia con la Namibia prima e con lo Zimbabwe poi.
Nella prima parte del suo percorso lo Zambesi si mantiene in un alveo ben poco profondo, tanto che nel Barotseland inonda periodicamente le piane circostanti fertilizzandole col suo limo. Successivamente, dopo le cascate Ngonye (o Sioma) si insinua in una valle stretta e profonda, simile ad un grandioso canyon. È quindi interrotto più volte da cascate, tra cui ricordiamo quelle di Bumba, di Katima-Molilo, quelle famose che Livingstone scoperse nel 1855 ed intitolò alla regina Vittoria ed infine, ma ormai in Mozambico, le rapide di Quebrabasa. Soltanto a valle di queste il fiume entra nuovamente in una piana, ed è navigabile fino al mare dove sfocia con un delta di 8000 km².
Nel suo lungo percorso lo Zambesi riceve un gran numero di affluenti, tutti ricchi di acque, particolarmente quelli di sinistra. Da questo lato vi è il Kabompo che drena gran parte della Provincia Occidentale, nascendo presso il confine con il Katanga. Più a valle, oltre la stretta di Kariba, vi è la confluenza con il Kafue, il maggiore fiume interamente compreso nel Paese (800 km di lunghezza) che ha pur esso le sorgenti presso il confine katanghese. Il Kafue drena vaste aree paludose, tra le quali quelle di Lukanga, e forma una bella cascata poco prima di gettarsi nello Zambesi. Ancora sulla sinistra, al confine col Mozambico, lo Zambesi riceve il Luangwa, che scende approssimativamente da nord a sud per 640 km fiancheggiando le pendici orientali della catena dei monti Muchinga e marcando, nel suo tratto inferiore, la linea di frontiera tra Zambia e Mozambico.
Da destra lo Zambesi riceve alcuni affluenti degni di nota, che hanno le sorgenti nell'Angola e scorrono almeno in parte nello Zambia, come il Lungwebungu ed il Luaginga o altri che provengono dallo Zimbabwe come lo Shangani ed il Sanyati. La sezione settentrionale del Paese è invece tributaria del fiume Congo.
Al Paese appartengono l'estremità meridionale del lago Tanganica, il più esteso dei laghi situati nella fossa estafricana, e la maggior parte del lago Moero o Mweru. Quest'ultimo, avente per emissario il Luvua, affluente di destra del Congo, si trova a 931 m d'altitudine e viene alimentato in massimo grado dal Luapula, emissario a sua volta del lago Bangweulu (1140 m di altitudine) di cui è tributario il fiume Chambezi.

## Flora e fauna
Sull'altopiano, il paesaggio è dominato dal caratteristico bioma noto come miombo: una copertura arborea semicontinua dominata da piccoli alberi di leguminose dei generi Brachystegia e Julbernardia, ma con un cospicuo sottobosco erbaceo. A causa degli incendi che si abbattono sulla regione durante la stagione secca, tali alberi hanno sviluppato una corteccia simile al sughero e resistente al fuoco. Un altro tipo di copertura arborea, il mopane, in cui predomina il Colophospermum mopane ma in cui spicca il baobab, si sviluppa nei settori più secchi e caldi della valle dello Zambesi a sud e nella valle del Luangwa. Il teak dello Zambesi (Baikiaea plurijuga) si incontra nella fascia meridionale del Paese coperta dalle sabbie del Kalahari. Il mukwa (Pterocarpus angolensis), buon fornitore di legname, cresce nella zona del lago Bangweulu. Più di un decimo del Paese è stato destinato a riserva forestale o area forestale protetta: in tutto, circa i due quinti del territorio sono sotto protezione.
Dove hanno luogo inondazioni stagionali – nelle paludi e nelle pianure alluvionali, in particolare nelle regioni di Bangweulu e Lukanga, lungo il corso superiore dello Zambesi, e nelle piane del Kafue – si sviluppano caratteristiche distese erbose aperte. Sull'altopiano la copertura arborea è interrotta dalle aree erbose dei dambos: valli poco profonde a forma di ciotola, spesso prive di corsi d'acqua superficiali.
La varietà dei mammiferi dello Zambia è notevole e se ne incontrano grandi concentrazioni nelle principali pianure alluvionali, in particolare nei parchi nazionali delle valli del Luangwa e del Kafue. Purtroppo la fauna selvatica ha subito un grave declino a causa della diffusione delle attività umane al di fuori delle aree protette, nonché del bracconaggio al loro interno. Il traffico illegale del corno di rinoceronte è stato responsabile della virtuale eliminazione del rinoceronte dallo Zambia, mentre il bracconaggio degli elefanti per le loro zanne ne ha notevolmente ridotto il numero, nonostante le misure messe in atto dal governo per scoraggiare tale pratica. È presente un'intera gamma di mammiferi più piccoli e un'avifauna numerosa e varia. L'aquila pescatrice africana, emblema nazionale del Paese, è comune sulle grandi distese di acque aperte.
Tra i rettili ricordiamo coccodrilli, tartarughe terrestri e acquatiche, una grande varietà di lucertole e molti serpenti, velenosi e non. Gli insetti di quasi tutti gli ordini sono ben rappresentati. I termitai, spesso di grandi dimensioni e a forma di veri e propri pinnacoli, sono una caratteristica prevalente di certe aree e possono ostacolare le attività agricole.
La fauna selvatica è protetta in numerosi parchi nazionali e riserve di caccia, che complessivamente coprono circa un terzo del Paese. Alcuni parchi nazionali dispongono di strutture turistiche; tra questi ricordiamo quelli di South e North Luangwa, Kafue, Lochinvar, Blue Lagoon, Sumbu, Nyika e Mosi-oa-Tunya. Kafue, il più antico e più grande di questi (22400 km²), si trova sull'altopiano e presenta generalmente basse concentrazioni di grandi mammiferi, sebbene sia noto per la varietà di specie di antilopi che ospita. Il lago Itezhi-Tezhi, un bacino idrico posto alle spalle di una diga di regolazione sul Kafue, ha allagato parte del parco. South Luangwa (9100 km²) ospita una delle maggiori concentrazioni di elefanti dell'Africa (sebbene in diminuzione). North Luangwa offre la possibilità di una vera e propria avventura turistica: safari a piedi. La giraffa di Thornicroft è endemica della valle del Luangwa. Gli altri parchi sono molto più piccoli. Lochinvar, nelle piane del Kafue, è di particolare interesse per i birdwatchers, con oltre 400 specie di uccelli registrate. Di queste piane è endemico il lichi del Kafue. Il parco nazionale Mosi-oa-Tunya protegge le aree intorno alle cascate Vittoria ed è stato dichiarato patrimonio dell'umanità dall'UNESCO. Il parco nazionale di Nyika è stato istituito per preservare le zone rimaste di un particolare tipo di foresta di montagna. Sumbu, sulle rive del lago Tanganica, è rinomato per la facilità con cui è possibile avvistare il raro sitatunga, un tipo di antilope acquatica.